# Imaginary Friend
Imaginary Friend är en låt framförd av den sydkoreanska tjejgruppen Itzy. Den gavs ut som singel från deras nionde EP Gold den 15 oktober 2024.

## Bakgrund och utgivning
Den 9 juli 2024 bekräftade JYP Entertainment att Itzy skulle ge ut en ny skiva i oktober 2024. Den 13 september annonserade skivbolaget att de skulle ge ut gruppens nionde EP Gold den 15 oktober. Låtlistan och marknadsföringsschema publicerades också samma dag, med "Gold" och "Imaginary Friend" som skivans singlar. Den 7 oktober lanserades förhandsvisningen av "Imaginary Friend" tillsammans med fem andra låtar från EP:n. Trailers till musikvideon för "Imaginary Friend" lades ut den 23 och 25 oktober. Den engelska versionen av låten släpptes den 25 oktober. Den 28 oktober lanserades musikvideon.

## Komposition
"Imaginary Friend" producerades av Ryan S. Jhun tillsammans med James Daniel Lewis som bidrog med komposition och arrangemang, med Sorana Pacurar delaktig i kompositionen samt Jun Seo och Hwan Yang delaktiga i arrangemanget. Den har beskrivits som en popdanslåt som kombinerar klassisk popgitarr, akustiskt bandsound och sångharmonier med avkopplande toner.

## Marknadsföring
Efter två veckors marknadsföring av "Gold" på olika musikprogram började man marknadsföra "Imaginary Friend". Itzy uppträdde på två program under första veckan: KBS:s Music Bank den 1 november 1 och SBS:s Inkigayo den 3 november.

## Medverkande
Information från Melon.
Studio
- JYPE Studio – inspelning, digital redigering
- 821 Sound – digital redigering
- Alawn Music Studios – ljudmix

Personer
- Itzy – sång
- Perrie – bakgrundssång
- Sorana Pacurar – bakgrundssångs, komposition
- Ryan S. Jhun – sångtext, komposition, arrangemang, sångcoach, programmering
- James Daniel Lewis – komposition, arrangemang, programmering
- Jun Seo - arrangemang, programmering
- Hwan Yang - arrangemang, programmering
- Uhm Se-hee – inspelning
- Im Chan-mi – inspelning, digital redigering
- Kwak Bo-eun – inspelning
- Yue – digital redigering
- Kim Min-hee – redigering redigering
- Alawn – ljudmix